# 富田真由被刺案
富田真由被刺案，日本称为小金井跟踪狂杀人未遂事件，是在2016年5月21日，20岁的日本歌手及演员富田真由在退回27岁的粉丝岩崎友宏送给她的礼物后，遭到襲擊的事件 。而在袭击事件之前，加害者曾通过社交媒体向受害者发送过多次死亡威胁。由于该刺伤事件，日本反跟踪法遭到了修改，将社交媒体上的在线威胁纳入其中，以更好地保护受害者。

## 袭击
岩崎友宏是富田真由的粉丝，曾向她的博客和推特账户发送了多条“极其痴迷的评论”。据报道称，他曾送给富田一些书和一块手表。 手表于2016年1月至2月间寄出，并于4月退还给寄件人， 此后岩崎向富田发送了大约400条带有敌意的推文。 于四月底，富田在推特上封鎖了他。袭击发生前 12 天，出于对自身安全的担忧，富田在她位于东京武藏野的家附近的警察局联系了警察，但警察驳回了此案，认为他的社交媒体消息不是即时的威胁。此外，当时日本的反跟踪法并不包括社交媒体上的骚扰。
2016年5月21日，日本标准时间下午5:05左右，在一场名为“Solid Girls Night Vol.”的活动开始之前，岩崎在火车站附近的一个小型音乐会场地前与富田对峙。在东京小金井，晚上11点左右，富田与其他几名歌手在进行表演。 岩崎问她为什么要退回他送给她的礼物，但富田没有给他一个明确的解释，他称自己当时“失控了”。 当富田转身时，他用8.2厘米长的小刀从背后向富田的胸部和颈部刺了61刀。  检察官称，他行刺时大喊：“你该去死，去死，去死！“ 目击者在听到富田尖叫求救后报警，而后岩崎被捕。 岩崎告诉警方，他“打算杀死”富田，并事先准备一把刀。当富田在被刺之前报警时，紧急调度员没有追踪她手机的位置，而是将警察送到了她家。 
富田伤势严重，但她的重要器官没有受到伤害，她于2016年6月7日恢复意识。富田的脸部、颈部、背部和手臂上有34处刀伤。她的左眼也部分失明，并且在进食和唱歌方面存在问题。此外，富田无法使用手指，无法继续音乐事业。富田还因此罹患创伤后应激障碍。最终于2016年9月出院。
2016年12月17日，富田以驳回她最初的报案的行为批评东京警视厅。警方对未第一时间采取行动向富田正式道歉。

## 审判

### 第1次开庭
岩崎因企图谋杀和违反枪支刀具管制遭到起诉，在2017年2月20日的首次开庭(于东京地方法院立川支部，陪审团制度)上，岩崎承认了起诉书的内容。东京地检指出“如果富田不接受岩崎，就计划杀死富田，并购买了小刀”。另一方面，辩护律师在开场陈述中提出岩崎自己报了119，对急救人员说“请尽快救助她（富田）”等，并说“被告试图和受害者说话，但被无视后冲动下刺伤了对方”，否认自己有所预谋。
在审理过程中，当富田的证词被宣读时，岩崎时不时露出微笑。当检察官用显示器描述富田受伤情况时，一名男性陪审员晕倒，更换了另一名陪审员。
本次审判中，富田计划通过受害者参与制度进行陈述，首次开庭时也计划通过视频音频和另一室连接进行证人询问，但后来取消了，富田在证词中要求严惩岩崎。富田放弃利用受害者参与制度的原因，据信是受创伤后应激障碍影响。

### 第2次开庭
次日2月21日的第2次开庭上，目击事件的人作为证人出庭作证。其中一人证言称，“（犯人）似乎是仔细考虑后刺向脖子，不像是胡乱刺的，而是在仔细考虑后下手的”。
另一位距离现场数米远的证人说，“起初男人看起来像是在殴打女人”，但走近后看到岩崎手里有利器，并说“行为已完全超出常轨，就像野生动物固定住猎物一样”。证人还说富田不断喊“为什么，为什么”，并称自己看到血泊后报了警；岩崎停止刺击时，“我想他好像无处可刺了”。证人还透露，与他一起目击事件的熟人因受事件震撼后自杀，他认为这是“残忍的事件，我认为这是残忍的事件”。
第2天开庭下午，富田的母亲也出庭作证。母亲表示，富田身心都留有创伤，继发症状令她痛苦，富田哭叫不止，不断进行康复治疗，但当看到残留的疤痕和面部麻痹时，她会说“变成这样难看的脸，康复治疗也感觉好像没用。”富田母还说，如果刀口偏差几毫米伤及大血管，如果送医延迟哪怕一点，真由可能已经因失血过多死亡。“受到犯人折磨，无法原谅。不知道身心治疗需要花多长时间。”“如果犯人出狱，精神治疗可能又要从头开始，他可能再次前来杀害富田。希望法院作出一个能让女儿可以安心、有希望地生活的判决。”母亲以哽咽的声音陈述了约50分钟，请求法院严惩犯人。 
当时法庭用屏风遮挡，使富田的母亲与岩崎无法直视对方。岩崎低头沉默。
岩崎的辩护人当天透露，岩崎提议向富田赔偿20万日元。

### 第3次开庭
次日2月22日的第3次开庭进行了被告人质询。在辩护律师质询时，岩崎就动机表示，“本想问为什么退回我送的书和手表，但遭到拒绝后感到绝望和悲伤，于是刺伤了对方”。关于事发前心境，他说“我在富田的推特下评论，只有我没有得到回复”“被退回礼物后，感到悲伤和愤怒”。关于持刀缘由，他说“我将其作为护身符，作为精神上的支柱”。但主审法官否定了被告的回答不是合理解释，判决认为这是有某种预谋的犯罪行为。
在检方质询时，岩崎一边表示要向富田道歉，一边对检察官的提问嗤之以鼻，说“（下一个问题）请吧”，并带有挑衅的神色。当询问他在侦查阶段所说“本来想杀她的”“脖子是要害所以刺那里”“不认为自己100%有错，不希望被富田当成仅有的受害者”时，他否认说过这番话，以及他行凶前就具有杀意和计划。在被富田的辩护人指出“据说你对调查人员说‘不打算道歉，但作为表演还是会道歉’”时，岩崎大声否认“不是真的!”。关于初次见到富田的印象，他说“比想象中小巧，很可爱”。
次日2月23日，富田进行陈述，声音哽咽地说“我真的很后悔。我认为他（岩崎）毫无悔意。希望能够重获原本可以度过的日常生活。希望能重获没有伤口的原本身体。犯人在梦中出现，似乎又要杀我，我几乎无法入睡。气得想发疯，每天醒来时就在哭。”;当她说“不能放任这个犯人逍遥法外”时，岩崎大喊“那就杀了我啊!”；富田说“他下次可能再来杀我”时，岩崎连声大喊“不会杀你的!”，其因这番言论遭退庭。
之后，检方以“完全背离常轨的自私犯行”“罕见的恶意和反社会性”为由，要求判岩崎有期徒刑17年，庭审结束。
2月27日，岩崎接受BNN采访，对2月23日开庭时大喊“不会杀你的!”一事表示，“情绪高涨，想反驳”“希望让她放心我不会再去找她”。他还说“确实不想承认有杀意”，并对17年求刑说“为了出狱后赔偿，求刑过重，但就算死刑我也心悦诚服接受”，“判决时我更关注事实认定，而非量刑”。
2月28日，岩崎被判有期徒刑14年6个月，岩崎不服原判，并在3月3日前向东京高等法院提出上诉，但在3月29日撤回上诉，刑期确定。。
另外,东京地裁立川支部途中更改了对岩崎的姓名表示，理由是“户籍已变更”。